# 贄土師部
贄土師部（にえのはじべ）とは、供御の贄などを盛る土器を製造し、貢納することを職掌とした職業部(品部)。

## 概要
『日本書紀』巻第十四には雄略天皇17年（推定473年）の贄土師部の由来の話が以下のように記されている。
また、『書記』の安閑天皇元年（推定535年）閏12月是月にも、物部尾輿が廬城部枳莒喩の娘の一件で、登伊（とい）村の贄土師部などを天皇に献上したともあり、一時期物部氏が贄土師部を管理していた可能性もある。
『新撰姓氏録』大和国神別には、土師宿禰の同祖である「同神十六世孫意富曽婆連之後也」とする贄土師連が見え、一族の中には大膳職の少属となっているものもおり、大膳職所属の伴造であった膳部の負名氏と考えられている。『儀式』には、「贄土師竈」があり、『延喜式』によると、大和国贄土師は竈を28口、河内国贄土師は「贄土師鋺形」270口を貢進したとある。以上のように、竈・釜・甑などを含む炊飯・食器用土器が存在していたことが知られている。河内国にも分布していることや、韓竈を製造したところから、贄土師氏と百済系渡来氏族の技術の関連性も想像されている。